# Nointot
Nointot is een gemeente in het Franse departement Seine-Maritime (regio Normandië) en telt 1220 inwoners (2005). De plaats maakt deel uit van het arrondissement Le Havre.

## Geografie
De oppervlakte van Nointot bedraagt 6,0 km², de bevolkingsdichtheid is 203,3 inwoners per km².
De onderstaande kaart toont de ligging van Nointot met de belangrijkste infrastructuur en aangrenzende gemeenten.

## Demografie
Onderstaande figuur toont het verloop van het inwonertal (bron: INSEE-tellingen).